# Plaça Major de Vilanova de Meià
La Plaça Major de Vilanova de Meià és una plaça pública de Vilanova de Meià (Noguera) inclosa a l'Inventari del Patrimoni Arquitectònic de Catalunya.

## Descripció
Plaça de planta polièdrica irregular. En determinat moment es pavimentà amb formigó i és força plana. La voregen tot d'edificis entre mitgeres de planta baixa i de dos a quatre pisos d'alçada. Uns tenen porxades d'arc de mig punt; d'altres, un portal de pas d'arc rebaixat o bé pòrtics rectes. Els elements de pedra vista com ara contraforts, dovelles, pilars, balconades o bancs abunden força. En general, però, es reserva a les zones destacades; la resta de les façanes estan arrebossades. Poden haver-hi també alguns elements de fusta.